# Kimberly Loaiza
Kimberly Guadalupe Loaiza Martínez (Mexicali, 12 dicembre 1997) è una cantante e imprenditrice messicana.
Nel 2016 ha iniziato la sua carriera come creatrice di contenuti di bellezza sul suo canale YouTube, che ha ottenuto un pubblico di oltre quaranta milioni di seguaci. Il suo impatto sulla piattaforma l'ha posizionata tra le cinque youtuber più influenti del Messico.
Oltre alla creazione di contenuti, ha debuttato nella musica nel 2019 con il lancio del suo primo singolo, «Enamorarme», seguito dal successo «No seas celoso». Quest'ultima canzone ha ottenuto un notevole riconoscimento entrando nelle classifiche di popolarità in Messico.
Fino al 2024, Loaiza è tra le sette utenti con il maggior numero di follower su TikTok, distinguendosi come una delle personalità più influenti su questa piattaforma a livello globale.

## Biografia
Nacque il 12 dicembre 1997 a Mexicali, in Messico, e si trasferì a Mazatlán all'età di nove anni. È la seconda di tre fratelli, con Carlos e Stefanny come suoi fratelli. Il suo ingresso nel mondo dei social media iniziò a quattordici anni, quando creò un account su Twitter.

## Carriera
Iniziò la sua carriera come vlogger su YouTube il 2 dicembre 2016, inizialmente concentrandosi su video di trucco e tutorial di bellezza. Con il tempo, i suoi contenuti si evolsero verso sfide e scherzi tra amici. Nel 2017, fondò il canale YouTube Jukilop insieme a Juan de Dios Pantoja. Inizialmente conosciuto come Jukilopa, il canale contava sulla partecipazione dei suoi amici Super Trucha, Katia Vlogs, Francisco ALV e della sua allora amica Kenia Os.
Nel 2019, avviò la sua carriera musicale con il lancio del suo primo singolo, «Enamorarme», seguito da altri successi come «Más», «Apaga la Luz», «Devoto», «No seas Celoso» e altri. Kim ha continuato a consolidare la sua presenza nella scena musicale, collaborando in vari singoli con figure di spicco del genere urbano, come Zion & Lennox, Ovy On The Drums e Grupo Firme.
Nel agosto 2020, si è proclamata la YouTuber femminile di lingua spagnola più seguita sulla piattaforma, con un pubblico che superava i trentacinque milioni di iscritti. Successivamente, nel novembre dello stesso anno, è entrata nel mondo degli affari lanciando la sua compagnia di telefonia mobile, Space Movil, in collaborazione con Pantoja.
Nel 2022, è diventata la prima messicana a esibirsi al Festival Tomorrowland, condividendo il palco con Dimitri Vegas & Like Mike. Durante la sua esibizione, ha presentato il suo nuovo singolo intitolato «Fuego», una collaborazione con il duo belga, che ha incluso un tributo con campioni del successo «Coco Jamboo» di Mr. President.
Ad aprile 2022, ha lanciato il singolo e il video musicale «Piketona» insieme alla cantante Lele Pons, ottenendo rapidamente posizioni di tendenza su YouTube e generando un’ampia accettazione da parte del pubblico in meno di 24 ore dal suo lancio.
Nel marzo 2023, ha raggiunto un altro traguardo diventando la YouTuber messicana più seguita sulla piattaforma, superando i quaranta milioni di iscritti.  A dicembre 2023, ha stabilito un nuovo Record Guinness con il suo canale personale sulla piattaforma YouTube, diventando la youtuber di lingua spagnola più grande dell'America Latina, secondo Guinness World Records. Nello stesso mese, ha annunciato il suo ritiro da YouTube e dai social media in generale, spiegando che questa decisione era dovuta al suo impegno di dedicare più tempo alla crescita dei suoi due figli. Ha anche annunciato che realizzerà il suo secondo e ultimo tour nel 2024.
L'11 luglio 2024, ha lanciato la sua canzone «La mejor decisión», la quale ha generato speculazioni sul suo ritorno sui social media.